# Corythucha floridana
Corythucha floridana är en insektsart som beskrevs av Heidemann 1909. Corythucha floridana ingår i släktet Corythucha och familjen nätskinnbaggar. Inga underarter finns listade i Catalogue of Life.